# 615.
◄ | 6. stoljeće | 7. stoljeće | 8. stoljeće | ►
◄ | 580-ih | 590-ih | 600-ih | 610-ih | 620-ih | 630-ih | 640-ih | ►
◄◄ | ◄ | 612. | 613. | 614. | 615. | 616. | 617. | 618. | ► | ►►
Astronomija • Književnost • Kršćanstvo • Pravo • Promet

## Smrti
- 8. svibnja – Bonifacije IV., papa

## Vanjske poveznice
|  | Zajednički poslužitelj ima još gradiva o temi 615. |